# Bingen (Petrópolis)
Bingen é um bairro da Zona Oeste da Cidade de Petrópolis, Estado do RJ - Rio de Janeiro.
É um dos maiores polos de comércio da região. O Pólo da Moda do Bingen está localizado a 10 Km do Centro Histórico, na entrada da Cidade de Petrópolis. É conhecido pelo horário diferenciado de abertura. As especialidades são roupas e acessórios (atacado e varejo), além de um forte polo de fabricação de móveis, papéis e tecidos para decoração.
O Quarteirão Bingen foi ocupado pelos colonos no século XIX, quando Julio Frederico Koeler demarcou Petrópolis. Derivados da culinária alemã ainda são fabricados por herdeiros dos colonos, como cucas, queijos, geleias, entre outros. O bairro, desde a época colonial, teve empreendedores também na criação de gado e plantação, e hoje mantém o maior polo industrial da cidade.
Em 1999, o Bingen inaugura o CIT - Centro da Informação Turística e o Posto do Apoio à Segurança, ao lado do Centro Poli-Esportivo/UCP - Universidade Católica de Petrópolis.
Em 2005, o Bingen inaugura o Terminal Rodoviário Governador Leonel Brizola, onde passa a funcionar o CIT - Centro da Informação Turística.
https://g.page/CITBINGEN?share
Conhecido como Nova Rodoviária de Petrópolis ou apenas Rodoviária de Petrópolis. A obra da nova rodoviária era um sonho antigo de mais de 20 anos dos petropolitanos, que visava dar à cidade uma estrutura melhor para os transportes, com segurança, conforto e comodidade compatíveis com as melhores rodoviárias do país. Além de contribuir nesse sentido, a obra ajudou na melhoria do trânsito, retirando do Centro Histórico o tráfego pesado dos ônibus rodoviários, permitindo sua reurbanização, bem como reduzindo a distância do trajeto para os usuários das linhas Petrópolis x Rio de Janeiro, visto que o bairro localiza-se próximo à rodovia BR-040. A obra alterou o eixo de crescimento do município, dinamizou o polo têxtil existente no bairro e melhorou a estrutura de transportes, contribuindo assim para a manutenção da vocação turística e para o desenvolvimento da cidade.